# 越智二良
越智 二良（おち じろう、1891年1月26日 - 1991年4月18日）は愛媛県松山市出身の随筆家、評論家、郷土史家である。俳号は水草。柳号は緋威子、やなぎ丸。

## 人物
小学校では藤野古白の弟である藤野滋と同級生であった。投書雑誌『文章世界』に「越智水草」「落二郎」という筆名で投稿していた（「サフラン酒」は『文章世界』の優秀作を厳選した田山花袋編『二十二篇』東雲堂1910年にも収録された）。1909年5月に創刊された雑誌『四国文学』では2巻5号まで編集者を務めた。愛媛県立松山商業学校（現・愛媛県立松山商業高等学校）を卒業後、海南新聞社（現在の愛媛新聞社）に入社。1913年5月に同紙一面に文芸欄が新設された際、担当者に就く。同年7月、越智水草『小品 草愁』（清平調社）刊行（序文は服部嘉香）。1918年、朝日新聞社に入社。大阪本社学芸部長を最後に1943年退社。その後は、松山市文化財委員、県史編纂委員会、伊予史談会委員、松山子規会会長（三代目）、愛媛県立図書館館長等を務めた。愛媛県教育文化賞、勲五等双光旭日章、愛媛新聞社賞、愛媛放送賞などを受賞した。
1991年4月18日、急性肺炎のため死去。100歳没。

## 著書
- 『小品 草愁』(1913年、清平調社)
- 『子規歳時』(1956年、朝日新聞松山支局)
- 『愛媛の先覚者 １ 井上正夫』(1965年、愛媛県教育委員会)　※「序」「エピローグ」から越智が執筆したことが分かる。
- 『柳原極堂書翰集』(1967年、極堂会)[8]
- 『愛媛の句碑歌碑』（1972年、伊予史談会）
- 『子規と松山』(1972年、愛媛文化双書刊行会)　※解説を担当。
- 『虚子のふるさと』(1973年、愛媛文化双書刊行会)　※解説を担当。
- 『たれゆえ草』（1977年、松山子規会）
- 『しのぶ草』（1977年、松山子規会）
- 『子規歳時 新訂版』（1981年、松山子規会）
- 『子規こそわがいのち 』(1991年、松山子規会)
- 『『草愁』など』(1992年、松山子規会)